# Saint-Front, Charente
Saint-Front är en kommun i departementet Charente i regionen Nouvelle-Aquitaine i västra Frankrike. Kommunen ligger  i kantonen Mansle som ligger i arrondissementet Confolens. År 2022 hade Saint-Front 358 invånare.

## Befolkningsutveckling
Antalet invånare i kommunen Saint-Front
Referens:INSEE